# TSV Hartberg
TSV Hartberg é um clube de futebol austríaco, com sede em Hartberg, atualmente disputa a Bundesliga, primeira divisão da Áustria.  Em 2025, foi vice-campeão da Copa da Áustria, após ser derrotado na final por 1 a 0 pelo Wolfsberger.

## Elenco Atual
Desde 3 Março de 2015.
Nota: Bandeiras indicam equipe nacional, conforme definido pelas regras de elegibilidade da FIFA. Os jogadores podem ter mais de uma nacionalidade não-FIFA.
| N.º |         | Posição | Jogador               |
| --- | ------- | ------- | --------------------- |
| 1   | Áustria | G       | Hans-Peter Berger     |
| 4   | Croácia | D       | Alen Gluhak           |
| 6   | Áustria | D       | Thomas Schönberger    |
| 7   | Áustria | M       | Markus Gschiel        |
| 8   | Áustria | M       | Oliver Pranjic        |
| 9   | Áustria | A       | Günter Friesenbichler |
| 10  | Áustria | M       | David Sencar          |
| 11  | Áustria | A       | Alexander Fröschl     |
| 15  | Áustria | M       | Lukas Ried            |
| 16  | Croácia | A       | Christian Ilic        |
| 17  | Áustria | D       | Thomas Löffler        |
| 18  | Croácia | M       | Roko Mislov           |
| 20  | Áustria | A       | Christoph Kröpfl      |

| N.º |         | Posição | Jogador              |
| --- | ------- | ------- | -------------------- |
| 21  | Áustria | G       | Florian Faist        |
| 22  | Áustria | D       | Philipp Posch        |
| 23  | Áustria | M       | Daniel Gremsl        |
| 24  | Brasil  | M       | Jean Sobrinho        |
| 25  | Áustria | D       | Siegfried Rasswalder |
| 26  | Áustria | A       | Danijel Prskalo      |
| 27  | Áustria | M       | Dominik Frieser      |
| 28  | Áustria | M       | Jürgen Prutsch       |
| 30  | Áustria | D       | Philipp Haas         |
| 31  | Áustria | D       | Thomas Rotter        |
| 33  | Áustria | D       | Stefan Schlögl       |
| 39  | Áustria | A       | Robin Friesenbichler |
| 44  | Áustria | G       | Lorenz Koller        |

## Títulos
- Regionalliga Austríaca(III):
  - Campeão (5): 1996, 1999, 2006, 2009, 2017
- Austrian Landesliga(IV):
  - Campeão (3): 1988, 1990, 1995
- Copa da Áustria de Futebol:
  - Vice-campeão (1): 2025